# Кленовац (Петровац)
Кленовац је насељено мјесто у општини Петровац, Република Српска, БиХ. Према попису становништва из 1991. у насељу је живјело 229 становника.

## Становништво
| Демографија | Демографија | Демографија |
| Година      | Становника  | Становника  |
| ----------- | ----------- | ----------- |
| 1948.       | 239         |             |
| 1953.       | 257         |             |
| 1961.       | 318         |             |
| 1971.       | 296         |             |
| 1981.       | 244         |             |
| 1991.       | 229         |             |